# Circus Boy
Circus Boy ou L'Enfant du cirque au Québec, est une série télévisée américaine en 49 épisodes de 23 minutes diffusée entre le 23 septembre 1956 et le 23 juin 1957 sur le réseau NBC puis entre le 19 septembre 1957 et le 12 décembre 1957 sur le réseau ABC.
Au Québec, la série a été diffusée à partir du 15 octobre 1959 à la Télévision de Radio-Canada, et en France à partir du 29 juillet 1961 sur RTF Télévision.

## Synopsis
Corky est un orphelin qui a été adopté par la communauté d'un petit cirque. Son meilleur ami est un éléphanteau du nom de Bimbo.

## Distribution
- Micky Dolenz : Corky
- Noah Beery Jr. : oncle Joe
- Robert Lowery : Big Tim Champion
- Guinn Williams : Pete

## Épisodes

### Première saison (1956-1957)
1. Meet Circus Boy
2. The Fabulous Colonel Jack
3. The Great Gambino
4. The Amazing Mr. Sinbad
5. Corky and the Circus Doctor
6. Casey Rides Again
7. The Little Fugitive
8. The Proud Pagliacci
9. White Eagle
10. The Little Gypsy
11. The Masked Marvel
12. The Good Samaritans
13. Daring Young Man
14. Farewell to the Circus
15. Elmer the Aeronaut
16. The Remarkable Ricardo
17. Big Top Angel
18. The Return of Colonel Jack
19. The Knife Thrower
20. Joey's Wedding Day
21. Man from Cimarron
22. The Great Gambini's Son
23. Corky's Big Parade
24. The Lady and the Circus
25. Counterfeit Clown
26. The Pawnee Strip
27. The Cub Reporter
28. General Pete
29. The Tumbling Clown
30. Death Defying Dozetti
31. Colonel Jack's Brother
32. The Swamp Man
33. Hortense the Hippo
34. The Fortune Teller
35. The Gentle Giant
36. Little Vagabond

### Seconde saison (1957)
1. Elmer, the Rainmaker
2. Royal Roustabout
3. Bimbo Jr.
4. Alex the Great
5. Return of Casey Perkins
6. Major Buffington
7. The Clemens Boys
8. The Magic Lantern
9. The Dancing Bear
10. The Marvelous Manellis
11. Uncle Cyrus
12. The Judge's Boy
13. The Return of Buffalo Bill